# Kirk Fordice
Daniel Kirkwood “Kirk” Fordice (Memphis, 10 febbraio 1934 – Jackson, 7 settembre 2004) è stato un politico statunitense, esponente del Partito Repubblicano e Governatore del Mississippi dal 1992 al 2000.
Fordice è il primo esponente del Partito Repubblicano ad essere eletto Governatore del Mississippi dai tempi della Ricostruzione.